# Passaggio
Als Passaggio (aus dem Italienischen) bezeichnet man beim Gesang einen Übergang in der Stimme. Je nach Gesangsschule und Tradition kann das der Registerwechsel von Brust- zur gemischten Stimme (voix mixte) oder zur Kopfstimme sein. In der italienischen Gesangspädagogik versteht man darunter jedoch meistens den Übergang von emissione aperta/suono aperto (offene Tonproduktion) zu emissione coperta/suono coperto (gedeckte Tonproduktion). Die Begriffe aperto (offen) und coperto (gedeckt) werden dabei sowohl in klangästhetischem als auch in physiologisch-technischem Sinne benutzt. Physiologisch-technisch beschreibt der Übergang von der emissione aperta zur emissione coperta in erster Linie ein Absenken des Larynx.
Bei technisch schlechter Ausführung des passaggio (z. B. durch unausgebildete Stimmen) kommt es hier zu einem Bruch der Stimme, der sich in grellen, schrillen aber auch in dumpfen, überlufteten, heiseren, hin und wieder auch in ungewollt nasalen Tönen manifestiert.
Am 3. Mai 2017 publizierten Echternach et al. Hochgeschwindigkeitsvideos in Zeitlupe von der Bewegung der Stimmlippen bei unterschiedlichen Stimmen.

## Verwechslungsmöglichkeit
Vor allem in historischen Texten des Barock – sowohl über Vokal-, als auch über Instrumentalmusik – kommt der Begriff häufig in anderer Bedeutung vor, meistens im Plural als Passaggien oder italienisch passaggi. In diesem Fall sind damit Passagen von schnellen Noten, also Läufe oder Koloraturen, gemeint, beispielsweise bei der folgenden Beschreibung von Senesinos Gesang:

„... Das Allegro sang er mit vielem Feuer, und wußte er die laufenden Passagien, mit der Brust, in einer ziemlichen Geschwindigkeit, auf eine angenehme Art heraus zu stoßen. ...“